# モンガル県
座標: 北緯27度10分 東経91度10分 / 北緯27.167度 東経91.167度

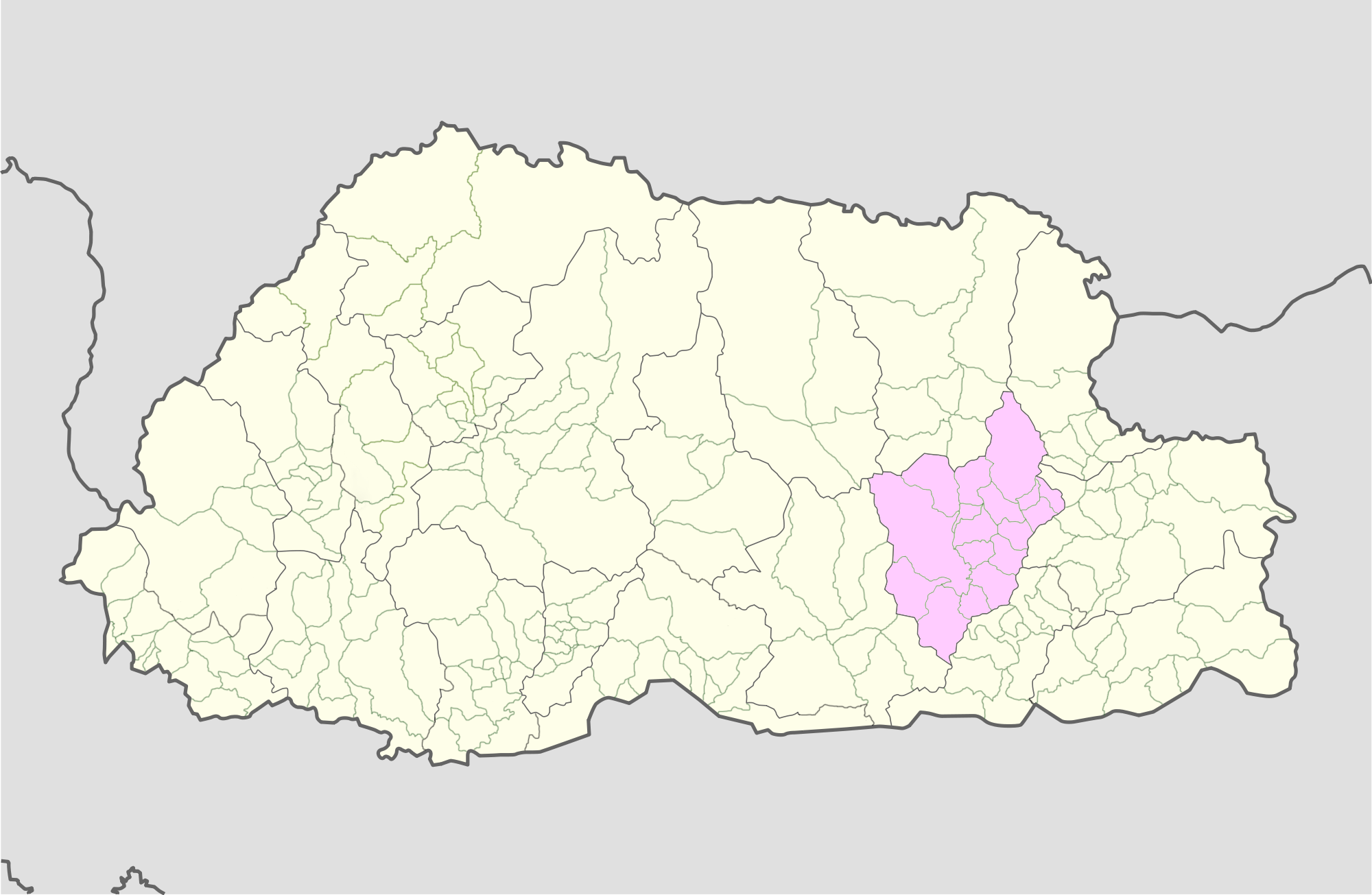
モンガル県の位置

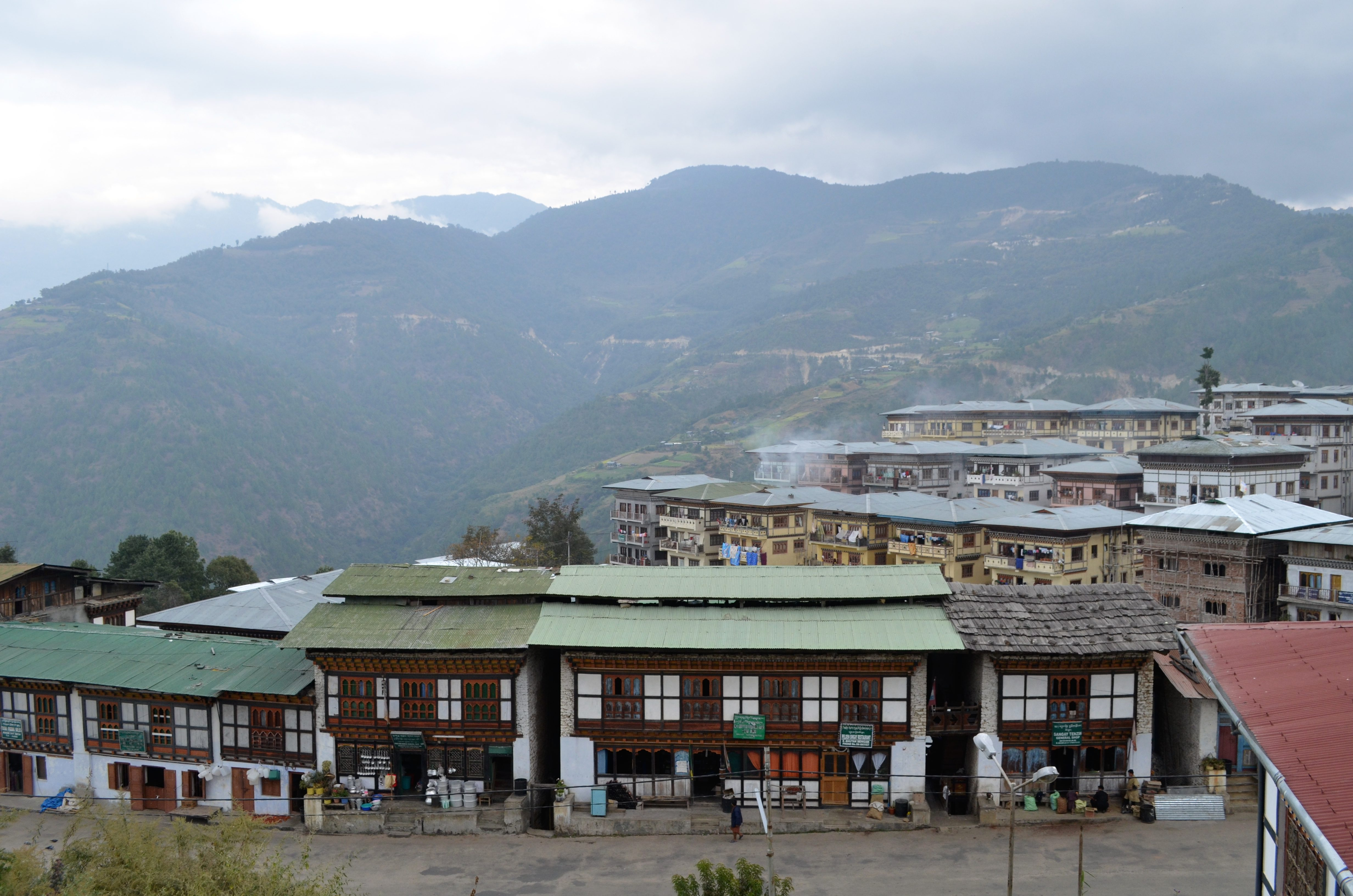
モンガル村の風景

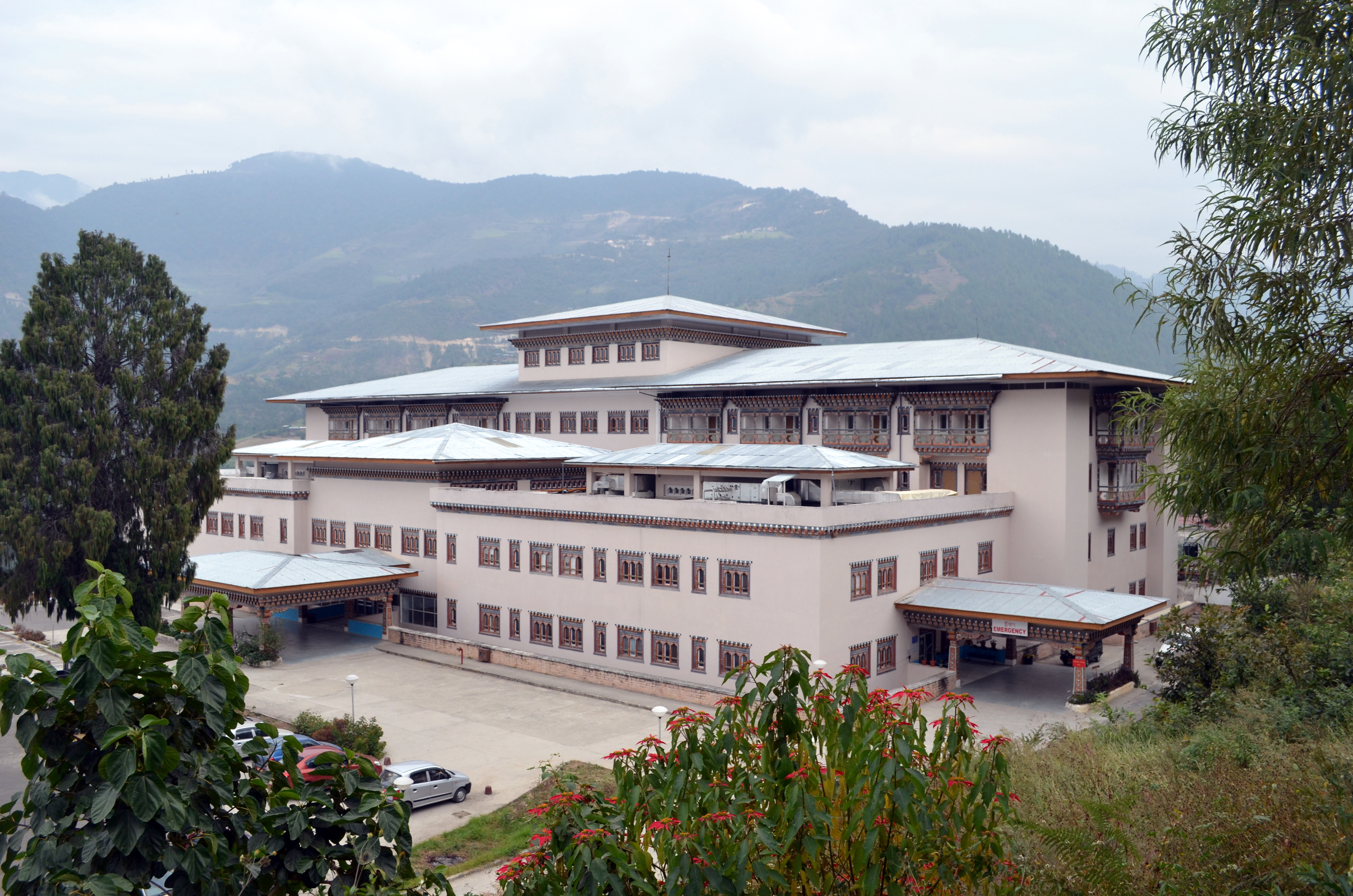
モンガル地域照会病院

モンガル県（モンガルけん、ゾンカ語:མོང་སྒར་རྫོང་ཁག་/ワイリー方式:Mong-sgar rdzong-khag）は、ブータン東部の県。
東部で最も発展している。
地域病院が建設され、経済活動も活発である。
精油に用いるレモングラスが有名である。
クリ・チュフ川に水力発電所が有る。
2013年の人口は約4.3万人。

## 言語
モンガル県では多くの言語が用いられる。
東部では、東チベット諸語のツァンラ語が共通語として用いられる
。
中央部では、東チベット諸語のチャリ語が用いられる。
ワングマハル、ゴルスム、トルマジョング村、チュハリ村、クリ・チュフ川東岸の8200人が該当する
。
南部では、クリ・チュフ川近くの通行の難しいゴングドゥエ村でゴングドゥク語が1000人程に用いられる。
この言語はチベット・ビルマ語派の孤立言語のようである
。
古いチベット・ビルマ語派の肯定方法が残っている
。
南西部では、東チベット諸語のブムタン語に近いケン語が用いられる。
北西部では、ブムタン語が用いられる。
北部では、中央チベット諸語で国語のゾンカ語にとても近いチョチャガチャ語が用いられる

。

## 行政区画
モンガル県は17の村に分かれる
。
- バラム村（英語版）
- チャスカル村（英語版）
- チュハリ村（英語版）
- ドゥラメツェ村（英語版）
- ドゥレプング村（英語版）
- ゴングドゥエ村（英語版）
- ジュルメイ村（英語版）
- ケングカル村（英語版）
- モンガル村（英語版）
- ナラング村（英語版）
- ンガツァング村（英語版）
- サレング村（英語版）
- シェリムング村（英語版）
- シラムビ村（英語版）
- サングロング村（英語版）
- ツァカリング村（英語版）
- ツァマング村（英語版）

## 地理
西部のサリング村、ツァマング村の一部はトゥルムシング峠国立公園に含まれる。
北東部のシェリムング村の一部はブムデリング鳥獣保護区に含まれる
。